# Saint-Philbert-sur-Boissey
Saint-Philbert-sur-Boissey è un comune francese di 168 abitanti situato nel dipartimento dell'Eure nella regione della Normandia.

## Società

### Evoluzione demografica
Abitanti censiti